# Смилец (област Силистра)
 За другото българско село вижте Смилец (Област Пазарджик).  
Смилец е село в Североизточна България. То се намира в община Силистра, област Силистра.

## География
Село Смилец се намира в община Силистра, на 17 km от град Силистра. Селото е кръстено на цар Смилец.

## История
Името на с. Смилец по време на османската власт е било Кара Омур.
Родените и живели в селото Христо и Илия Чобанови взимат участие в самоотвержената Ботева чета.
През петдесетте години на ХХ век в рамките на селото е направена археологическа находка от световен мащаб – открит е скелетът на праисторически мамут.

## Население
Численост на населението според преброяванията през годините:
| \| Година на преброяване \| Численост \| \| --------------------- \| --------- \| \| 1934 \| 1290 \| \| 1946 \| 1443 \| \| 1956 \| 1274 \| \| 1965 \| 1040 \| \| 1975 \| 888 \| \| 1985 \| 631 \| \| 1992 \| 561 \| \| 2001 \| 507 \| \| 2011 \| 371 \| \| 2021 \| 326 \| |           |
| Година на преброяване | Численост |
| 1934 | 1290      |
| 1946 | 1443      |
| 1956 | 1274      |
| 1965 | 1040      |
| 1975 | 888       |
| 1985 | 631       |
| 1992 | 561       |
| 2001 | 507       |
| 2011 | 371       |
| 2021 | 326       |

### Етнически състав
Преброяване на населението през 2011 г.
Численост и дял на етническите групи според преброяването на населението през 2011 г.:
|                     | Численост | Дял (в %) |
| Общо                | 371       | 100.00    |
| Българи             | 351       | 94.60     |
| Турци               | 3         | 0.80      |
| Цигани              | 0         | 0.00      |
| Други               | 0         | 0.00      |
| Не се самоопределят | 4         | 1.07      |
| Неотговорили        | 13        | 3.50      |

## Религия
Изповядваната религия от населението е източноправославно християнство. Църквата на местната общност е била разрушена през 50-те години на ХХ век по поръчение на комунистическата власт. През месец юни 2009 г. с дарителски средства и помощта на населението е издигната и осветена нова църква „Св. Йоан Кръстител“ в служба на общността.

## Забележителности
Читалище „Светлина“, което е със стогодишна история, може да се похвали с богата библиотека и самодейни състави.